# Campeonato Africano de Triatlón
El Campeonato Africano de Triatlón es la máxima competición a nivel africano de triatlón. Es organizado desde 1993 por la Unión Africana de Triatlón. Se realizan las competiciones masculina y femenina, y desde 2019 una competición mixta por relevos. En estos campeonatos está permitida la participación de triatletas de otros continentes.

## Ediciones
| N.º    | Año  | Sede               | País       |
| ------ | ---- | ------------------ | ---------- |
| I      | 1993 | Gordons Bay        | Sudáfrica  |
| II     | 1995 | Troutbeck          | Zimbabue   |
| III    | 1997 | Mauricio           | Mauricio   |
| IV     | 1998 | Swakopmund         | Namibia    |
| V      | 1999 | Troutbeck          | Zimbabue   |
| VI     | 2000 | Ciudad del Cabo    | Sudáfrica  |
| VII    | 2001 | Port Elizabeth     | Sudáfrica  |
| VIII   | 2002 | Port Louis         | Mauricio   |
| IX     | 2003 | Swakopmund         | Namibia    |
| X      | 2004 | Laanbang           | Sudáfrica  |
| XI     | 2005 | KwaZulu-Natal      | Sudáfrica  |
| XII    | 2006 | Nyanga             | Zimbabue   |
| XIII   | 2007 | Le Coco Beach      | Mauricio   |
| XIV    | 2008 | Hammamet           | Túnez      |
| XV     | 2009 | Durban             | Sudáfrica  |
| XVI    | 2010 | Durban             | Sudáfrica  |
| XVII   | 2011 | Maputo             | Mozambique |
| XVIII  | 2012 | Morne Brabant      | Mauricio   |
| XIX    | 2013 | Agadir             | Marruecos  |
| XX     | 2014 | Troutbeck          | Zimbabue   |
| XXI    | 2015 | Sharm el-Sheij     | Egipto     |
| XXII   | 2016 | Buffalo City       | Sudáfrica  |
| XXIII  | 2017 | Hammamet           | Túnez      |
| XXIV   | 2018 | Rabat              | Marruecos  |
| XXV    | 2019 | Shandrani          | Mauricio   |
| XXVI   | 2021 | Sharm el-Sheij     | Egipto     |
| XXVII  | 2022 | Agadir             | Marruecos  |
| XXVIII | 2023 | Hurgada            | Egipto     |
| XXIX   | 2024 | Hurgada            | Egipto     |
| XXX    | 2025 | Nelson Mandela Bay | Sudáfrica  |

## Palmarés

### Masculino
| N.º    | Año  | Sede                            | Oro                           | Plata                          | Bronce                        |
| ------ | ---- | ------------------------------- | ----------------------------- | ------------------------------ | ----------------------------- |
| I      | 1993 | Gordons Bay ( Sudáfrica)        | Conrad Stoltz Sudáfrica       | —                              | —                             |
| II     | 1995 | Troutbeck ( Zimbabue)           | No disponible                 | No disponible                  | No disponible                 |
| III    | 1997 | Mauricio ( Mauricio)            | Glen Gore Sudáfrica           | Robin Simpson Zimbabue         | Phillip Oosthuizen Sudáfrica  |
| IV     | 1998 | Swakopmund ( Namibia)           | Conrad Stoltz Sudáfrica       | Lieuw Boonstra Sudáfrica       | David Hyam Sudáfrica          |
| V      | 1999 | Troutbeck ( Zimbabue)           | Simon Finch Sudáfrica         | Greg von Holdt Sudáfrica       | Mark Marabini Zimbabue        |
| VI     | 2000 | Ciudad del Cabo ( Sudáfrica)    | Conrad Stoltz Sudáfrica       | —                              | —                             |
| VII    | 2001 | Port Elizabeth ( Sudáfrica)     | Conrad Stoltz Sudáfrica       | Brad Storm Sudáfrica           | Raynard Tissink Sudáfrica     |
| VIII   | 2002 | Port Louis ( Mauricio)          | Tim Don Reino Unido           | Richard Woolrich Sudáfrica     | Lieuw Boonstra Sudáfrica      |
| IX     | 2003 | Swakopmund ( Namibia)           | Conrad Stoltz Sudáfrica       | Tim Don Reino Unido            | Lieuw Boonstra Sudáfrica      |
| X      | 2004 | Laanbang ( Sudáfrica)           | Conrad Stoltz Sudáfrica       | Kent Horner Sudáfrica          | Lieuw Boonstra Sudáfrica      |
| XI     | 2005 | KwaZulu-Natal ( Sudáfrica)      | Tim Don Reino Unido           | Hendrik de Villiers Sudáfrica  | Brad Storm Sudáfrica          |
| XII    | 2006 | Nyanga ( Zimbabue)              | Erhard Wolfaardt Sudáfrica    | Rory Mackie Zimbabue           | Travis Campbell Sudáfrica     |
| XIII   | 2007 | Le Coco Beach ( Mauricio)       | Hendrik de Villiers Sudáfrica | David Hauss Francia            | Erhard Wolfaardt Sudáfrica    |
| XIV    | 2008 | Hammamet ( Túnez)               | Hendrik de Villiers Sudáfrica | Erhard Wolfaardt Sudáfrica     | Toumy Degham Francia          |
| XV     | 2009 | Durban ( Sudáfrica)             | Erhard Wolfaardt Sudáfrica    | Claude Eksteen Sudáfrica       | Christopher Felgate Zimbabue  |
| XVI    | 2010 | Durban ( Sudáfrica)             | Sander Berk · Países Bajos    | Erhard Wolfaardt Sudáfrica     | Hendrik de Villiers Sudáfrica |
| XVII   | 2011 | Maputo ( Mozambique)            | Richard Murray Sudáfrica      | Hendrik de Villiers Sudáfrica  | Claude Eksteen Sudáfrica      |
| XVIII  | 2012 | Morne Brabant ( Mauricio)       | Richard Murray Sudáfrica      | Filip Ospalý · República Checa | Erhard Wolfaardt Sudáfrica    |
| XIX    | 2013 | Agadir ( Marruecos)             | Henri Schoeman Sudáfrica      | Wian Sullwald Sudáfrica        | Wikus Weber Sudáfrica         |
| XX     | 2014 | Troutbeck ( Zimbabue)           | Henri Schoeman Sudáfrica      | Richard Murray Sudáfrica       | Wian Sullwald Sudáfrica       |
| XXI    | 2015 | Sharm el-Sheij · ( Egipto)      | Henri Schoeman Sudáfrica      | Wian Sullwald Sudáfrica        | Basson Engelbrecht Sudáfrica  |
| XXII   | 2016 | Buffalo City ( Sudáfrica)       | Henri Schoeman Sudáfrica      | Wian Sullwald Sudáfrica        | Basson Engelbrecht Sudáfrica  |
| XXIII  | 2017 | Hammamet ( Túnez)               | Alexandr Briujankov · Rusia   | Andréi Briujankov · Rusia      | Andréi Moiseenko · Rusia      |
| XXIV   | 2018 | Rabat ( Marruecos)              | Badr Siwan Marruecos          | Gregory Ernest Mauricio        | Tautvydas Kopustas · Lituania |
| XXV    | 2019 | Shandrani ( Mauricio)           | Wian Sullwald Sudáfrica       | Ben de la Porte Sudáfrica      | Mehdi Esadiq Marruecos        |
| XXVI   | 2021 | Sharm el-Sheij · ( Egipto)      | Henri Schoeman Sudáfrica      | Jamie Riddle Sudáfrica         | Nicholas Quenet Sudáfrica     |
| XXVII  | 2022 | Agadir ( Marruecos)             | Yawad Abdelmoula Marruecos    | Jamie Riddle Sudáfrica         | Nicholas Quenet Sudáfrica     |
| XXVIII | 2023 | Hurgada · ( Egipto)             | Jamie Riddle Sudáfrica        | Badr Siwan Marruecos           | Yawad Abdelmoula Marruecos    |
| XXIX   | 2024 | Hurgada · ( Egipto)             | Merwan Abasi Marruecos        | Mohamed Nemsi Marruecos        | Zacaría Chtiui Túnez          |
| XXX    | 2025 | Nelson Mandela Bay ( Sudáfrica) | Yawad Abdelmoula Marruecos    | Julian Birkel Sudáfrica        | Badr Siwan Marruecos          |

### Femenino
| N.º    | Año  | Sede                            | Oro                           | Plata                        | Bronce                            |
| ------ | ---- | ------------------------------- | ----------------------------- | ---------------------------- | --------------------------------- |
| I      | 1993 | Gordons Bay ( Sudáfrica)        | Hannele Steyn Sudáfrica       | —                            | —                                 |
| II     | 1995 | Troutbeck ( Zimbabue)           | No disponible                 | No disponible                | No disponible                     |
| III    | 1997 | Mauricio ( Mauricio)            | Kim Carter Sudáfrica          | Vivienne Williams Sudáfrica  | Sibis Mouton Sudáfrica            |
| IV     | 1998 | Swakopmund ( Namibia)           | Kim Carter Sudáfrica          | Lizel Moore Sudáfrica        | Dominique Donner Sudáfrica        |
| V      | 1999 | Troutbeck ( Zimbabue)           | Lizel Moore Sudáfrica         | Kim Carter Sudáfrica         | Dominique Donner Sudáfrica        |
| VI     | 2000 | Ciudad del Cabo ( Sudáfrica)    | Dominique Donner Sudáfrica    | —                            | —                                 |
| VII    | 2001 | Port Elizabeth ( Sudáfrica)     | Dominique Donner Sudáfrica    | Megan Hall Sudáfrica         | Trudi Barnes Sudáfrica            |
| VIII   | 2002 | Port Louis ( Mauricio)          | Trudi Barnes Sudáfrica        | Megan Hall Sudáfrica         | Samantha Spong Sudáfrica          |
| IX     | 2003 | Swakopmund ( Namibia)           | Megan Hall Sudáfrica          | Kate Roberts Sudáfrica       | Dominique Donner Sudáfrica        |
| X      | 2004 | Laanbang ( Sudáfrica)           | Megan Hall Sudáfrica          | Panagiota Kastrouni · Grecia | Claire Kinsley Sudáfrica          |
| XI     | 2005 | KwaZulu-Natal ( Sudáfrica)      | Mari Rabie Sudáfrica          | Kate Roberts Sudáfrica       | Dominique Donner Sudáfrica        |
| XII    | 2006 | Nyanga ( Zimbabue)              | Kate Roberts Sudáfrica        | Corinne Berg Sudáfrica       | Greer Wynne Zimbabue              |
| XIII   | 2007 | Le Coco Beach ( Mauricio)       | Kate Roberts Sudáfrica        | Mari Rabie Sudáfrica         | Claire Kinsley Sudáfrica          |
| XIV    | 2008 | Hammamet ( Túnez)               | Mari Rabie Sudáfrica          | Kate Roberts Sudáfrica       | Beatrice Lanza · Italia           |
| XV     | 2009 | Durban ( Sudáfrica)             | Andrea Steyn Sudáfrica        | Carla Germishuys Sudáfrica   | Riana de Lange Sudáfrica          |
| XVI    | 2010 | Durban ( Sudáfrica)             | Kate Roberts Sudáfrica        | Mari Rabie Sudáfrica         | —                                 |
| XVII   | 2011 | Maputo ( Mozambique)            | Kate Roberts Sudáfrica        | Gillian Sanders Sudáfrica    | —                                 |
| XVIII  | 2012 | Morne Brabant ( Mauricio)       | Gillian Sanders Sudáfrica     | Carlyn Fischer Sudáfrica     | Kate Roberts Sudáfrica            |
| XIX    | 2013 | Agadir ( Marruecos)             | Gillian Sanders Sudáfrica     | Anel Radford Sudáfrica       | Carlyn Fischer Sudáfrica          |
| XX     | 2014 | Troutbeck ( Zimbabue)           | Gillian Sanders Sudáfrica     | Lauren Dance Sudáfrica       | Mari Rabie Sudáfrica              |
| XXI    | 2015 | Sharm el-Sheij · ( Egipto)      | Gillian Sanders Sudáfrica     | Mari Rabie Sudáfrica         | Anel Radford Sudáfrica            |
| XXII   | 2016 | Buffalo City ( Sudáfrica)       | Mari Rabie Sudáfrica          | Gillian Sanders Sudáfrica    | Cindy Schwulst Sudáfrica          |
| XXIII  | 2017 | Hammamet ( Túnez)               | Gillian Sanders Sudáfrica     | Ilaria Zane · Italia         | Carlyn Fischer Sudáfrica          |
| XXIV   | 2018 | Rabat ( Marruecos)              | Gillian Sanders Sudáfrica     | Anel Radford Sudáfrica       | Shanae Williams Sudáfrica         |
| XXV    | 2019 | Shandrani ( Mauricio)           | Gillian Sanders Sudáfrica     | Simone Ackermann Sudáfrica   | Ashleigh Blackwell Sudáfrica      |
| XXVI   | 2021 | Sharm el-Sheij · ( Egipto)      | Simone Ackermann Sudáfrica    | Gillian Sanders Sudáfrica    | Basmla Elsalamoni · Egipto        |
| XXVII  | 2022 | Agadir ( Marruecos)             | Sarah-Jane Walker Sudáfrica   | Shanae Williams Sudáfrica    | Adriana Barraza · México          |
| XXVIII | 2023 | Hurgada · ( Egipto)             | Vicky van der Merwe Sudáfrica | Amber Schlebusch Sudáfrica   | Shanae Williams Sudáfrica         |
| XXIX   | 2024 | Hurgada · ( Egipto)             | Vicky van der Merwe Sudáfrica | Andie Kuipers Zimbabue       | Julie Staub Mauricio              |
| XXX    | 2025 | Nelson Mandela Bay ( Sudáfrica) | Shanae Williams Sudáfrica     | Bridget Theunissen Sudáfrica | Marit van den Berg · Países Bajos |

### Relevo mixto
| N.º | Año  | Sede                            | Oro                                                                      | Plata                                                                             | Bronce                                                                            |
| --- | ---- | ------------------------------- | ------------------------------------------------------------------------ | --------------------------------------------------------------------------------- | --------------------------------------------------------------------------------- |
| I   | 2019 | Shandrani ( Mauricio)           | Sudáfrica Simone Ackermann Jamie Riddle Amber Schlebusch Dylan Nortje    | Zimbabue Andie Kuipers Matthew Denslow Mikayla Colegrave Luke Steffens            | Francia Sidonie Triboulet Sébastien Issarambe Lou-Ann Perriere Clément Bach       |
| II  | 2021 | Sharm el-Sheij · ( Egipto)      | Marruecos Guizlan Asu Mehdi Esadiq Islam Bjibji Badr Siwan               | Egipto · Basmla Elsalamoni · Mohanad Elshafei · Maram Elshafei · Seifeldin Ismail | Sudáfrica Bridget Theunissen Caleb Meistre Jenna Seymour-Smith Christian Hattingh |
| III | 2022 | Agadir ( Marruecos)             | Sudáfrica Jamie Riddle Sarah-Jane Walker Nicholas Quenet Shanae Williams | Marruecos Yawad Abdelmoula Guizlan Asu Badr Siwan Islam Bjibji                    | Egipto · Mohanad Elshafei · Rawan Mostafa · Seifeldin Ismail · Basmla Elsalamoni  |
| IV  | 2023 | Hurgada · ( Egipto)             | Sudáfrica Jamie Riddle Amber Schlebusch Dylan Nortje Vicky van der Merwe | Marruecos                                                                         | Argelia Osama Beruan Imen Maldyi Lotfi Benatman Kahina Mebarki                    |
| V   | 2024 | Hurgada · ( Egipto)             | Marruecos Mohamed Nemsi Fida Zulazi Merwan Abasi Aya Bjibji              | Bulgaria Petar Bozhilov Mira Georguieva Alexander Bozhilov Selena Vlahova         | Argelia Osama Beruan Lina Benaceur Mohamed-Sami Agab Imen Maldyi                  |
| VI  | 2025 | Nelson Mandela Bay ( Sudáfrica) | Sudáfrica Shanae Williams Bridget Theunissen Dylan Nortje Julian Birkel  | Zimbabue Rachel O'Donoghue Stanely Chasakara Olivia Beamish Callum Smith          | Kenia                                                                             |

## Medallero histórico
- Actualizado hasta Nelson Mandela Bay 2025.[1]

| Núm. | País            | Oro | Plata | Bronce | Total |
| ---- | --------------- | --- | ----- | ------ | ----- |
| 1    | Sudáfrica       | 54  | 42    | 38     | 134   |
| 2    | Marruecos       | 6   | 4     | 3      | 13    |
| 3    | Reino Unido     | 2   | 1     | 0      | 3     |
| 4    | Rusia           | 1   | 1     | 1      | 3     |
| 5    | Países Bajos    | 1   | 0     | 1      | 2     |
| 6    | Zimbabue        | 0   | 5     | 3      | 8     |
| 7    | Francia         | 0   | 1     | 2      | 3     |
| 8    | Egipto          | 0   | 1     | 1      | 2     |
| 8    | Italia          | 0   | 1     | 1      | 2     |
| 8    | Mauricio        | 0   | 1     | 1      | 2     |
| 11   | Bulgaria        | 0   | 1     | 0      | 1     |
| 11   | Grecia          | 0   | 1     | 0      | 1     |
| 11   | República Checa | 0   | 1     | 0      | 1     |
| 14   | Argelia         | 0   | 0     | 2      | 2     |
| 15   | Kenia           | 0   | 0     | 1      | 1     |
| 15   | Lituania        | 0   | 0     | 1      | 1     |
| 15   | México          | 0   | 0     | 1      | 1     |
| 15   | Túnez           | 0   | 0     | 1      | 1     |
|      | TOTAL           | 64  | 60    | 58     | 182   |